# Sendou
Sendou ist eine städtische Gemeinde (commune) im Département Rufisque der Metropolregion Dakar, gelegen im zentralen Westen Senegals.

## Geographische Lage
Sendou liegt an der Petite-Côte im Südosten der Cap-Vert-Halbinsel zwischen der Industriestadt Bargny im Nordwesten und dem Badeort Yenne im Südosten. Zum Binnenland hin grenzt Sendou im Nordosten an Diamniadio. Knapp dreieinhalb Kilometer Badeküste gehören zum Stadtgebiet, das eine Fläche von 8,169 km² hat.

## Geschichte
Im Jahr 2011 wurde das Dorf Sendou mit einer geschätzten Bevölkerung von 1892 Einwohnern aus dem Stadtgebiet von Bargny als selbstständige Gemeinde (commune) ausgegliedert und diese in ihren Grenzen definiert.

## Bevölkerung
Die letzten Volkszählungen ergaben jeweils folgende Einwohnerzahlen:
| Jahr | Einwohner |
| ---- | --------- |
| 2002 | …         |
| 2013 | 3125      |
| 2023 | 4045      |

## Infrastruktur und Verkehr
Sendou wird nicht von dem Fernstraßennetz in Senegal erschlossen und hat sich als Seebad mit touristischer Infrastruktur entwickelt. Seit 2019 behindert der Bau eines großflächigen Industrie- und Hafenkomplexes zwischen Bargny und Sendou mit einer 1485 Meter langen Pier den Verkehr zwischen beiden Städten. Das Areal war ursprünglich gedacht zur Nutzbarmachung der Eisenerzvorkommen von Falémé im Ostsenegal durch das Unternehmen MIFERSO von Sendou aus. Mittlerweile geht es um den Bau eines Mineral- und Schüttguthafens, der von Bargny aus betrieben werden soll um den Hafen von Dakar entlasten (POMB). Es handelt sich um einen Tiefwasserhafen mit 18 Meter Tiefgang. Der Hafen von Bargny-Sendou soll der erste Industriehafen Senegals sein und ist für Produkte wie Eisenerz, Bauxit, Tonerde und flüssige Schüttgüter ausgelegt.
Der küstennahe Bau eines Kohlekraftwerks durch ausländische Investoren erregte ab den 2010er Jahren andauernden Widerstand durch lokale Initiativen. Nach mehrfachen Pausierungen des Vorhabens ist eine Umstellung des Kraftwerks auf Gas beabsichtigt.